# Macroglossus
Genre
Macroglossus est un genre de chauve-souris qui comprend deux espèces asiatiques.
Ces petites chauves-souris sont frugivores. Elles ont un museau allongé et une longue langue dont l'extrémité se termine par une sorte de brosse qui leur permet de se nourrir du nectar des fleurs.

## Liste des espèces
- Macroglossus lagochilus (Matschie, 1899), (invalidé voir Macroglossus minimus lagochilus)
- Macroglossus minimus (É. Geoffroy, 1810)
- Macroglossus sobrinus K. Andersen, 1911